# Monte Cervati
El Cervati es un monte de 1.898 m s. n. m. situado en la provincia de Salerno. Es el más alto del Cilento, seguido por la cina del Panormo (1.742 m), del vecino Faiatella (1.710 m) y del relativamente cercano Gelbison (1.705 m). Si se excluyen algunas cimas del Matese (max 2.050 m en el Monte Miletto), territorialmente entre Molise y Campania, el Cervati está considerado como la montaña más alta de la región italiana de Campania. El monte Cervati fue declarado Patrimonio de la Humanidad por la Unesco en 1998.

## Geografía

### Posición
Situato en el centro-sur del Parque nacional del Cilento y Valle de Diano, en la gran zona forestal de Pruno, la cima se encuentra en el municipio de Sanza, en el límite con el de Piaggine. El cuerpo montuoso afecta también a los municipios de Monte San Giacomo y en menor medida, a los de Sassano y Valle dell'Angelo.
En los alrededores de la cima, a 1.852 m, se encuentra un pequeño santuario, el de la Virgen de las Nieves (Madonna della Neve).

### Corrientes fluviales y montes próximos
En este monte nace el río Bussento en la vertiente sur, el Calore Lucano en el norte, y los torrentes Peglio (ladera este) y Fosso di Pruno (ladera sur).

Los montes que lo rodean son, partiendo desde el sur y en el sentido contrario a las agujas del reloj, el Faiatella (1.710 m), la Raia del Pedale (1.521 m), el Cariusi (1.400 m), el Gerniero (1.246 m), el Cerasuolo (1.400 m) y la Raialunga (1.405 m).